# João Francisco
João Francisco Nóbrega da Silva, mais conhecido apenas como João Francisco (Mangaratiba, 28 de janeiro de 1947), é um ex-treinador e ex-futebolista brasileiro, que atuava como lateral-direito.

## Carreira

### Como jogador
João Francisco atuou como jogador apenas por Flamengo e Fluminense, durante a década de 1960.

### Como treinador
Como técnico, dirigiu inúmeras equipes do Brasil e do exterior, conquistando vários títulos estaduais. Um dos seus destaques negativos foi o rebaixamento do Sport no Campeonato Brasileiro de 1989.

## Títulos

### Como treinador
ESAB-MG
- Campeonato Mineiro - Módulo II: 1974

CEUB
- Campeonato Brasiliense: 1976

Vila Nova
- Campeonato Goiano: 1977

Cruzeiro
- Campeonato Mineiro: 1984

Al-Arabi
- Copa do Qatar: 1982–83

Joinville
- Campeonato Catarinense: 1985

Criciúma
- Campeonato Catarinense: 1990

Vitória
- Campeonato Baiano: 1989 e 1992

Bahia
- Campeonato Baiano: 1993

Al-Shabab
- Copa da Arábia Saudita: 1999

## Campanhas de destaque
Uberlândia
- Copa João Havelange (atual Campeonato Brasileiro - Série C): 2000 (vice-campeão da quarta-fase (final) do Módulo Verde–Branco)